# Zakuro (prénom)
Zakuro (ざくろ) est un prénom japonais mixte.

## Écritures
Ce prénom s'écrit sous les formes suivantes :
- (f) ざくろ
- (m) ザクロ
- 柘榴 : grenade
- 座紅露 : siège, rouge et exposer

## Personnes célèbres
- Zakuro est le producteur d'image du groupe japonais downy.

## Dans les œuvres de fiction
- Zakuro est un alien du manga Dragon Ball.
- Zakuro Fujiwara (藤原 ざくろ) est un personnage du manga et de l'anime Tôkyô mew mew.
- Zakuro Mitsukai est un personnage du manga Bokusatsu tenshi Dokuro-chan.
- Zakuro (Otome Youkai Zakuro) est un personnage du manga Otome Youkai Zakuro.